# HMS Sunflower (K41)
«Санфлавер» («Соняшник») (англ. HMS Sunflower (K41) — військовий корабель, корвет типу «Флавер» Королівського військово-морського флоту Великої Британії за часів Другої світової війни.
Корвет «Санфлавер» був закладений 24 травня 1940 року на верфі компанії Smith's Dock Co., Ltd, у Мідлсбро. 19 серпня 1940 року він був спущений на воду, а 25 січня 1941 року увійшов до складу Королівських ВМС Великої Британії.
5 травня 1943 року у Північній Атлантиці північно-східніше Ньюфаундленда у битві за конвой ONS 5 глибинними бомбами британського корвета «Санфлавер» був потоплений U-638 з усім екіпажем у складі 44 осіб.
17 жовтня 1943 року глибинними бомбами британського корвета «Санфлавер» був потоплений німецький підводний човен U-631 південно-східніше мису Фарвель. 29 жовтня у тому ж регіоні британські есмінці «Дункан» і «Відет» та корвет «Санфлавер» знищили U-282.